# Asano (Klan)

Wappen der Asano: Gekreuzte Falkenfedern (芸州鷹の羽)

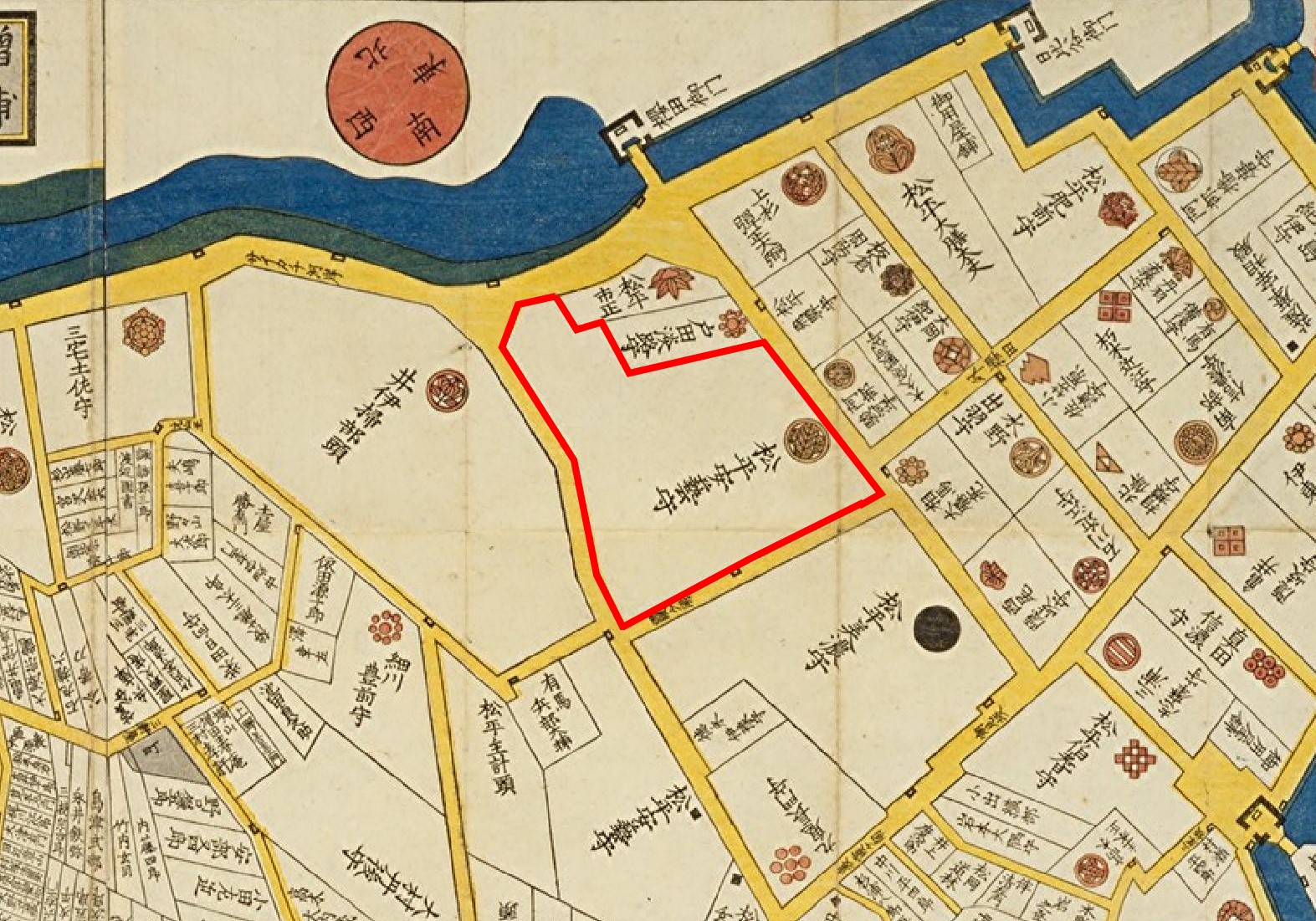
Residenz Akizuki in Edo

Die Asano (japanisch 浅野氏, Asano-shi) waren eine Familie des japanischen Schwertadels (Buke), die von den Toki aus Mino abstammte, die sich ihrerseits von den Seiwa-Genji ableiteten. Mit einem Einkommen von 426.000 Koku gehörten die in Hiroshima residierenden Asano zu den großen Tozama-Daimyō der Edo-Zeit.

## Genealogie
- Nagamasa (長政; 1546–1610)
  - Yukinaga (幸長; 1576–1613)
    - Nagaakira (長晟; 1586–1632). Er folgte als Bruder dem kinderlosen Yukinaga. Er zeichnete sich bei der Belagerung von Ōsaka aus, heiratete eine Tochter von Tokugawa Ieyasu und erhielt 1619 das Lehen von Hiroshima.
      - Mitsuakira (光晟; 1617–1693)
        - Tsunaakira. (綱晟; 1637–1673) (1)

      - Nagaharu (長治; 1614–1675)
        - Nagateru (長照; 1652–1705) (2)

  - Nagashige (長重; 1588–1632)
    - Naganao (長直; 1610–1672)
      -         - Naganori (長矩; 1667–1701). Naganori musste nach dem Streit mit Kira Yoshinaka Seppuku begehen, was Anlass war für den Rachezug der 47 Samurai. (3)

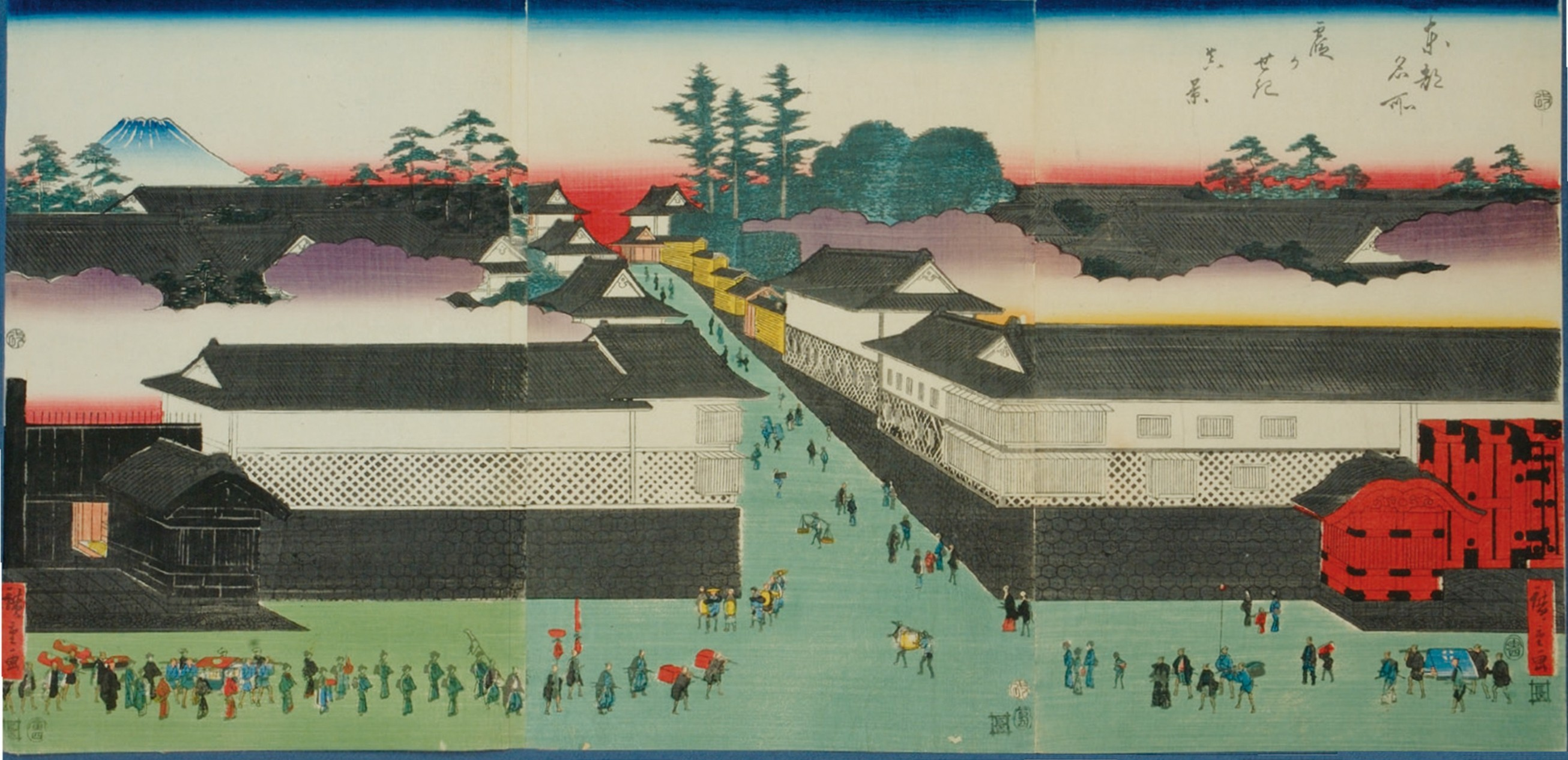
Blick zum Kasumigaseki, rechts das Asano-Yashiki

Die Nebenlinie (2) bestand von 1637 bis 1719, da Nagatsune (長経; 1709–1719) kinderlos starb. Der Han fiel an die Hauptlinie zurück, ein befestigter Wohnsitz hat sich nicht erhalten. Die Nebenlinie (3) bestand von 1606 bis zum Tode Naganoris 1701. Der Akō-han wurde dann an andere Familien vergeben.
In Edo besaßen die Asano ein großes Anwesen nördlich des Kasumigaseki-Hangweges. Utagawa Hiroshige hat es oft zusammen mit dem auf der anderen Seite des Hangweges liegenden großen Anwesen der Kuroda (heute steht dort das Außenministerium) abgebildet, entweder von der Ostseite her mit den prächtigen Portalen, oder als lange Seitenhaus-Reihen (Sog. Nagaya) rechts und links den Hangweg hinauf.